# That Loving Man
That Loving Man è un cortometraggio muto del 1912. Il nome del regista non compare nei credits. Prodotto dalla Eclair American, il film aveva come interpreti Robert Frazer, Guy Oliver, George Larkin, John G. Adolfi, Barbara Tennant, Isabel Lamon, Mathilde Baring, Muriel Ostriche.

## Trama
Rampollo della buona società, Bob Anderson è l'unico erede di suo zio Henry. Il giovanotto non ha una grande voglia di lavorare, è abituato agli agi di una vita comoda e a far bisboccia. Quando lo zio gli propone di cambiar vita e di mettersi a lavorare, egli si rifiuta di farlo anche se lo zio minaccia, in caso contrario, di diseredarlo. Pure la sua ragazza gli è contro, approvando i metodi dello zio. I due rompono il fidanzamento e Bob continua a far vita brillante senza prendersi cura di altro. Per ingelosire l'ex fidanzata, poi, colleziona un bel po' di donne. Ben presto finisce i soldi e si trova pieno di debiti. Depresso, convinto che la causa di tutti i suoi guai siano gli altri, scrive a tutti una lettera dove accusa amici, creditori e fidanzate di essere loro la causa della sua rovina, annunciando il suicidio. Trovata una bottiglia, vi si attacca e finisce per addormentarsi. Tutti i destinatari della lettera corrono a casa sua per evitargli il suicidio. Lo trovano steso a terra che sembra morto, ma i loro lamenti svegliano Bob che si prende gioco della cosa. Gli altri, invece, non lo trovano divertente e lo piantano lì. Alla fine, Bob decide che la vita è troppo bella per finire e accetta di andare a lavorare nella fabbrica dello zio. Henry lo salva dai creditori e anche la fidanzata si riconcilia con lui.

## Produzione
Prodotto dalla Eclair American.

## Distribuzione
Il film uscì nelle sale cinematografiche degli Stati Uniti il 18 luglio 1912, distribuito dall'Universal Film Manufacturing Company.